# Polémica Santorum sobre la homosexualidad

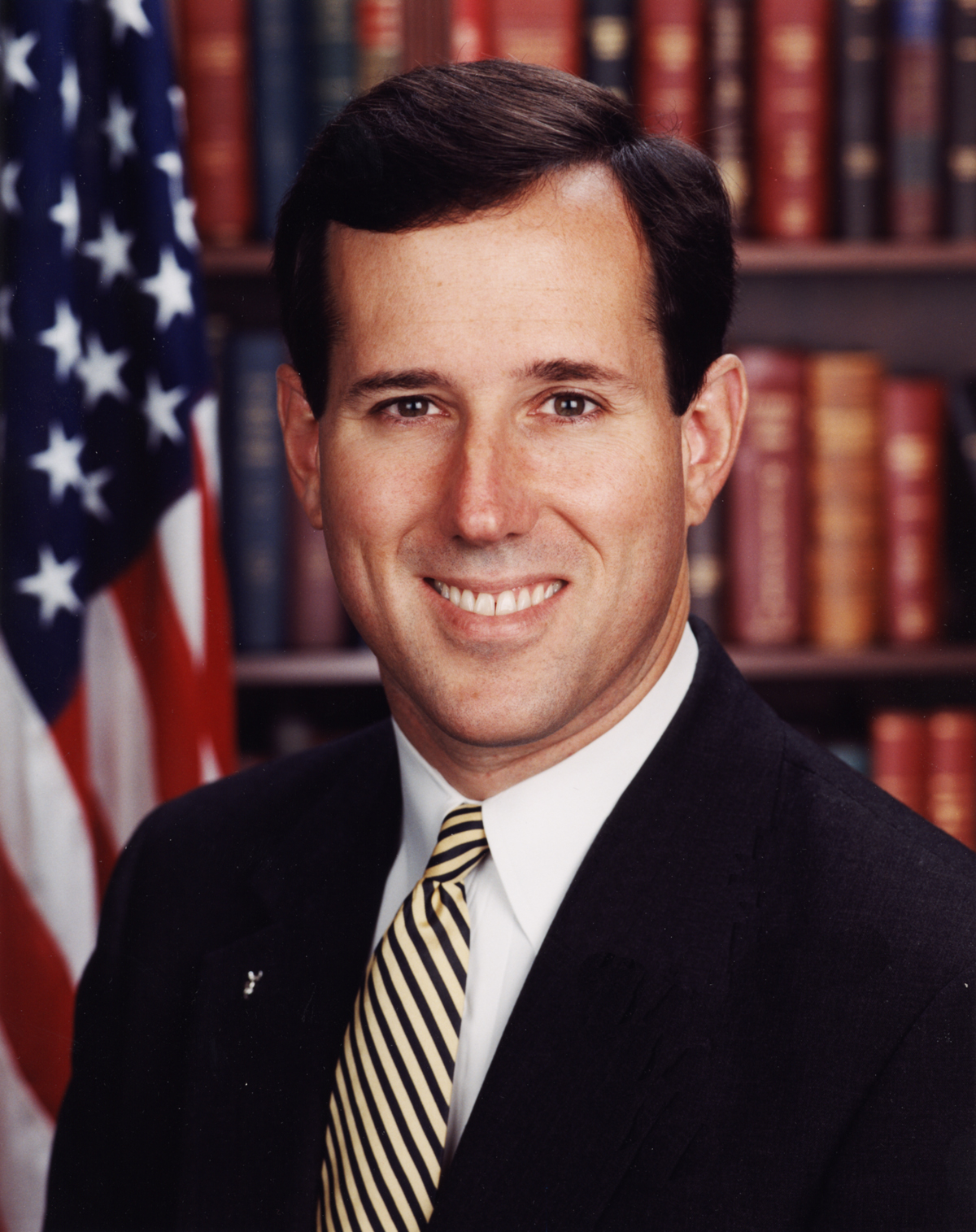
El exsenador Rick Santorum.

La polémica Santorum surgió en abril de 2003 a raíz de una declaración del entonces senador republicano Rick Santorum sobre la homosexualidad y el derecho a la privacidad. En una entrevista para Associated Press (AP) grabada el 7 de abril, y publicada el 20 de abril de 2003, Santorum afirmó que creía que los mayores de edad no tenían derecho constitucional a la privacidad respecto a sus prácticas sexuales. Santorum planteó la posibilidad de regular las prácticas homosexuales consentidas comparándola con otras prácticas sexuales tanto consentidas como delictivas como el adulterio, la poligamia, el abuso de menores, el incesto y la zoofilia, afirmando que pensaba que su despenalización amenazaría a la sociedad y la familia, por no ser monógamos y heterosexuales. 
Muchos políticos demócratas, abogados de derechos de los homosexuales y comentaristas progresistas condenaron estas afirmaciones calificándolas de homófobas e intolerantes, mientras que algunos sectores conservadores apoyaron a Santorum considerando las críticas injustas.

## Las declaraciones
Cuando se le preguntó su opinión sobre el escándalo sobre los abusos sexuales en la iglesia católica, en la entrevista que concedió a la periodista de Associated Press Lara Jakes Jordan, Santorum dijo que el escándalo consistía en una «relación básicamente homosexual» entre sacerdotes y adolescentes (no de abuso sexual infantil), lo que condujo al entrevistador a preguntarle si la homosexualidad debería estar prohibida. Santorum entonces sacó a colación el caso ante el Tribunal Supremo Lawrence contra Texas, entonces pendiente, que cuestionaba la ley de sodomía de Texas, y declaró que:
- él no tenía problemas con los homosexuales, sino «un problema con las prácticas homosexuales»;
- el derecho a la privacidad «en mi opinión no existe en la Constitución de los Estados Unidos»;
- y que las leyes de sodomía apropiadamente existían para prevenir prácticas que «socavan los principios básicos de nuestra sociedad y la familia.»

Cuando Jordan preguntó «ok, sin ser demasiado descriptivo o gráfico, ¿si alguien es homosexual argumentaría que no deberían practicar el sexo?», la respuesta de Santorum fue:

«En cualquier sociedad la definición de matrimonio nunca ha incluido según mis conocimientos a la homosexualidad. No es criticar la homosexualidad. No lo es, sabe, ni hombre con niño, hombre con perro o cualquiera que pueda ser el caso.  En este punto Jordan comentó: «Lo siento, no pensé que iba a hablar de un hombre con un perro con un senador de los Estados Unidos. Me alucina un poco.»

En la versión original del artículo de AP, Santorum fue citado diciendo:

Si el Tribunal Supremo dice que tienes derecho al sexo consentido en tu hogar, entonces tienes derecho a la bigamia, tienes derecho a la poligamia, tienes derecho al incesto, tienes derecho al adulterio. Tienes derecho para cualquier cosa.

Además incluyó otras observaciones críticas contra las prácticas homosexuales:

Tanto si es poligamia, adulterio, sodomía, todas esas cosas son antiéticas para una familia tradicional sana y estable.

Jordan hizo pública una grabación de la entrevista tras las acusaciones de sesgo y parcialidad que hubo contra ella.Santorum negó 
sus palabras afirmando que habían sido tergiversadas y negando parte de sus dichos, tras viralizarse la entrevista completa Santorum admitió sus expresiones y afirmó que representa su pensamiento.
En enero de 2017, Santorum se convirtió en comentarista político sénior de CNN. Sin embargo, su contrato con CNN fue rescindido en mayo de 2021 debido a comentarios que hizo sobre los nativos americanos llamándolos raza abominable y pedir su castración con el objetivo de frenar la población en reservas aborígenes en el estado de Indiana.

## Reacción pública y críticas
Los comentarios de Santorum recibieron respuestas muy diversas, desde el apoyo de George W. Bush por medio de una declaración de su portavoz Ari Fleischer: «el presidente cree que el senador es un hombre incluyente», a la fuerte crítica de Howard Dean que dijo que «el acoso a los gais no es una discusión de política pública legítima, es inmoral», o la defensa por parte de grupos conservadores como Family Research Council y Concerned Women for America.
Los críticos reaccionaron al día siguiente del reportaje de AP. Demócratas y numerosos grupos de defensa de los derechos de los homosexuales (incluida Log Cabin Republicans de Pensilvania) condenaron las declaraciones de Santorum y exigieron una disculpa. El Democratic Senatorial Campaign Committee (Comité de la Campaña Demócrata del Senado) pidió que Santorum dimitiera como portavoz de la Senate Republican Conference (Conferencia Republicana del Senado).
La inicial oleada de críticas se concentró en denunciar la comparación de Santorum de los homosexuales con los adúlteros, los polígamos y aquellos que realizan incesto. Posteriormente otros ampliaron la crítica y argumentaron que la opinión de Santorum también podía afectar a los heterosexuales, ya que afirmaba que no creía que la constitución garantizara el derecho a mantener en privado las prácticas sexuales consensuadas.
Tras las declaraciones, Dan Savage, periodista y podcadista con una columna de temas sexuales de amplia difusión, ofendido por las afirmaciones de Santorum, contraatacó desde su columna, Savage Love, proponiendo un concurso entre sus lectores para que mandaran propuestas de definición para que la palabra «Santorum» adquiriera un significado oprobioso en recuerdo de la ofensa. La definición que ganó el concurso asoció el apellido del senador con el sexo anal. Santorum se definió como: «la mezcla espumosa de lubricante y materia fecal que algunas veces se produce en el sexo anal.» Creó una página web sobre su neologismo, motivo de muchos comentarios en la prensa nacional, para que quien introdujera "Santorum" en un buscador diera con esta definición. Santorum intentó sin éxito usar medios legales para que Google no facilitase esta página a quien buscara información sobre él. Se ha planteado que la campaña de Savaje influyó en que Santorum perdiera en su campaña de reelección.

## Defensa de las declaraciones
Santorum defendió sus comentarios declarando que no trataba de equiparar la homosexualidad con el incesto y el adulterio, pero en cambio se reafirmó en su discrepancia de la posición legal específica sobre que el derecho de privacidad evitara que el gobierno regulara las prácticas sexuales consensuadas entre adultos, porque no creía que hubiera un derecho constitucional general a la privacidad.
La opinión discrepante en la sentencia Lawrence contra Texas (2003), en la que se declaró inconstitucionales las leyes de Texas sobre homosexualidad, tomó un punto de vista similar porque afirmó que si no hubiera derecho a interferir en la elección individual de compañero sexual, entonces se daría la misma regla para no legislar contra el incesto, la bigamia, el adulterio, la poligamia, y cualquier otra práctica sexual mutuamente consentida que no implicara a menores. [cita requerida]Algunos comentaristas discreparon con la comparación. En el caso de la poligamia y la bigamia apuntaron que no se trataba de prácticas sexuales sino asuntos legales relativos al matrimonio, por lo que no se podían comparar con el sexo homosexual.